# Sauqueville
Sauqueville ist eine französische Gemeinde mit 350 Einwohnern (Stand 1. Januar 2022) im Département Seine-Maritime in der Region Normandie (vor 2016 Haute-Normandie). Sie gehört administrativ zum Arrondissement Dieppe und ist Teil des Kantons Dieppe-1 (bis 2015 Offranville). Die Einwohner werden Sauquevillais genannt.

## Geografie
Sauqueville liegt etwa zwölf Kilometer südsüdwestlich von Dieppe nahe der Alabasterküste des Ärmelkanals. Am Ostrand der Gemeinde fließt der Scie. Umgeben wird Sauqueville von den Nachbargemeinden Offranville im Norden, Tourville-sur-Arques im Osten, Manéhouville im Süden und Südosten, Auppegard im Südwesten sowie Colmesnil-Manneville im Westen.

## Bevölkerungsentwicklung
| 1962                      | 1968 | 1975 | 1982 | 1990 | 1999 | 2006 | 2013 |
| ------------------------- | ---- | ---- | ---- | ---- | ---- | ---- | ---- |
| 326                       | 351  | 323  | 326  | 360  | 360  | 359  | 377  |
| Quelle: Cassini und INSEE |      |      |      |      |      |      |      |

## Sehenswürdigkeiten
- Kirche Sainte-Croix